# لورا مينيل
لورا مينيل (بالإنجليزية: Laura Mennell) وهي ممثلة كندية ولدت في يوم 18 أبريل 1980 في كولومبيا البريطانية في كندا ،مثلت في فيلم المراقبون ومونتانا سكاي وفلايت 93 حيث مثلت فيه دور إيمي.

## روابط خارجية
- لورا مينيل على موقع IMDb (الإنجليزية)
- لورا مينيل على موقع ألو سيني (الفرنسية)
- لورا مينيل على موقع قاعدة بيانات الفيلم (الإنجليزية)